# Cracked Brain
Cracked Brain – czwarty album studyjny niemieckiej grupy muzycznej Destruction. Nagrania ukazały się 1 czerwca 1990 roku nakładem wytwórni muzycznej Noise Records. Płyta została nagrana w składzie: Mike Sifringer (gitara, gitara basowa), Harry Heinrich Wilkens (gitara, gitara basowa), Oliver "Olly" Kaiser (perkusja) oraz André Grieder (śpiew). Dodatkowe partie gitary basowej zrealizował Christian Engler.

## Lista utworów
Opracowano na podstawie materiału źródłowego.
1. "Cracked Brain" (Kaiser, Sifringer, Wilkens) - 3:36
2. "Frustrated" (Kaiser, Sifringer, Wilkens) - 3:32
3. "S.E.D." (Kaiser, Sifringer, Wilkens) - 3:31
4. "Time Must End" (Averre, Fieger) - 5:56
5. "My Sharona" (Averre, Fieger) - 3:09
6. "Rippin' You off Blind" (Kaiser, Sifringer, Wilkens) - 5:28
7. "Die a Day Before You're Born" (Kaiser, Sifringer, Wilkens) - 4:20
8. "No Need to Justify" (Kaiser, Sifringer, Wilkens) - 4:48
9. "When Your Mind Was Free" (Kaiser, Sifringer, Wilkens) - 4:38